# عبد العزيز الناشي
عبد العزيز الناشي لاعب كرة قدم سعودي.

## مسيرة اللاعب
كانت بداياته في نادي العيون و لعب بعدها لأندية الصواب والنهضة و نادي الاتفاق و نادي النجوم و نادي الخليج ونادي الحزم ونادي الساحل ونادي القادسية ونادي الترجي.

## روابط خارجية
- عبد العزيز الناشي على موقع قاعدة بيانات كرة القدم.إي يو (الإنجليزية)
- عبد العزيز الناشي على موقع Soccerway.com (الإنجليزية)